# 滋賀県道121号貴生川北脇線
滋賀県道121号貴生川北脇線（しがけんどう121ごう きぶかわきたわきせん）は、滋賀県甲賀市を通る一般県道である。

## 概要
甲賀市水口町貴生川から甲賀市水口町里北脇に至る。

### 路線データ
- 起点：甲賀市水口町貴生川（滋賀県道122号貴生川停車場線交点）
- 終点：甲賀市水口町北脇（里北脇交差点、国道1号交点、滋賀県道164号水口竜王線起点）
- 総延長：3.9 km

## 路線状況

### 重複区間
- 滋賀県道535号泉水口線（甲賀市水口町宇田）

### 道路施設

#### 橋梁
- 柏貴橋（野洲川、甲賀市）
- 無名橋（甲賀市）

## 地理

### 通過する自治体
- 甲賀市

### 交差する道路
| 交差する道路                       | 交差する場所 | 交差する場所        |
| ---------------------------------- | ------------ | ------------------- |
| 滋賀県道122号貴生川停車場線        | 水口町貴生川 | 起点                |
| 滋賀県道535号泉水口線 重複区間起点 | 水口町宇田   |                     |
| 滋賀県道535号泉水口線 重複区間終点 | 水口町宇田   |                     |
| 国道1号 滋賀県道164号水口竜王線    | 水口町北脇   | 里北脇交差点 / 終点 |

### 交差する鉄道
- 草津線

### 沿線
- JR西日本草津線・近江鉄道本線・信楽高原鐵道信楽線 貴生川駅
- 水口医療センター
- 西福寺
- 称名寺
- 甲賀市立柏木小学校
- 浄福寺